# Makó polgármestereinek listája
Ez a szócikk Makó város polgármestereit sorolja fel, akiket a képviselő-testület, vagy a város lakossága közvetlenül választott meg. A város története során sokszor folytatott küzdelmet a rendezett tanácsú városi státuszért; az ilyen időszakokat szürke sávval jelöltük a polgármesteri ciklusok között, csakúgy mint a második világháború utáni városparancsnokság és a tanácsrendszer idejét. A lista nem tartalmazza Makó bíróinak, főbíróinak, tanácselnökeinek, és polgármester-helyetteseinek névsorát.
| Név | Hivatali idő | Megjegyzés                                                                                          |
| --- | ------------ | --------------------------------------------------------------------------------------------------- |
| Faragó Ferenc | 1849         | |
| Az 1848–49-es forradalom és szabadságharc leverése után Makót megfosztották rendezett tanácsú városi státuszától; a város új vezetője Fejes József bíró lett. |              | |
| 1856 őszén Makó ismét rendezett tanácsúvá vált, 1858-ban Degré György helyettes főbírót polgármesterré nevezték ki.                                           |              | |
| Degré György | 1858 - 1861  | 1860 decemberében bejelenti lemondási szándékát, hivatalosan 1861. január 23-án távozik posztjáról. |
| Faragó Ferenc | 1861         | 1865-ben országgyűlési követté választják.                                                          |
| Ferenc József 1861. november 5-én feloszlatja az önkormányzatot, egyúttal a város visszatért az 1848-as forradalom előtti igazgatási formához.                |              | |
| 1870. január 1-jén Makó harmadik alkalommal válik rendezett tanácsú várossá, ismét feláll az önkormányzat, és polgármestert választanak.                      |              | |
| Juhász István | 1870 – 1875  | Az anyagi problémák és a városi berendezkedés tisztázatlan jogalapja miatt lemond.                  |
| Faragó Ferenc | 1875         | |
| Posonyi Ferenc | 1876 – 1886  | 1847-48-ban a vármegye országgyűlési követe.                                                        |
| Major Miklós | 1886 – 1895  | |
| Széll György | 1895 – 1902  | 1875 és 1881 között a város országgyűlési képviselője.                                              |
| Farkas József | 1902 - 1907  | |
| Dr. Galambos Ignác | 1907 - 1917  | 1917-ben hosszú betegség után elhunyt.                                                              |
| Dr. Petrovics György | 1917 - 1922  | 1922 és 1935 között a város országgyűlési képviselője.                                              |
| Dr. Nikelszky Jenő | 1922 - 1939  | |
| Dr. Bécsy Bertalan | 1940 - 1944  | |
| 1944. szeptember 26-án a szovjet Vörös Hadsereg elfoglalja a várost; Könyves-Kolonics Józsefet jelölték ki városparancsnoki minőségben Makó irányítására.     |              | |
| Kiss Imre | 1945 - 1950  | |
| 1950-ben bevezették a tanácsrendszert, ettől fogva a város élén tanácselnök állt egészen a rendszerváltásig.                                                  |              | |
| Földházi Imre | 1950 - 1967  | |
| Forgó István | 1967 - 1984  | |
| Sarró Ferenc | 1984 - 1990  | |
| Az első demokratikus választás után, 1990. október 26-án a képviselő-testület választott új polgármestert.                                                    |              | |
| Dr. Sánta Sándor | 1990 - 1994  | |
| Dr. Buzás Péter | 1994 - 2014  | 2006 és 2010 között a térség országgyűlési képviselője.                                             |
| Farkas Éva Erzsébet | 2014-        | |